# Episodi di Dune: Prophecy
La prima stagione della serie televisiva Dune: Prophecy, composta da sei episodi, è stata trasmessa sul canale statunitense HBO dal 17 novembre al 22 dicembre 2024.
In Italia, la stagione è andata in onda in prima visione sul canale satellitare Sky Atlantic dal 18 novembre al 23 dicembre 2024.
| nº | Titolo originale      | Titolo italiano              | Prima TV USA     | Prima TV Italia  |
| -- | --------------------- | ---------------------------- | ---------------- | ---------------- |
| 1  | The Hidden Hand       | La mano nascosta             | 17 novembre 2024 | 18 novembre 2024 |
| 2  | Two Wolves            | Due lupi                     | 24 novembre 2024 | 25 novembre 2024 |
| 3  | Sisterhood Above All  | La Sorellanza prima di tutto | 1º dicembre 2024 | 2 dicembre 2024  |
| 4  | Twice Born            | Nato due volte               | 8 dicembre 2024  | 9 dicembre 2024  |
| 5  | In Blood, Truth       | Nel sangue, la verità        | 15 dicembre 2024 | 16 dicembre 2024 |
| 6  | The High-Handed Enemy | Il nemico tirannico          | 22 dicembre 2024 | 23 dicembre 2024 |

## La mano nascosta
- Titolo originale: The Hidden Hand
- Diretto da: Anna Foerster
- Scritto da: Diane Ademu-John

### Trama
Oltre 10.000 anni prima della nascita e dell'ascensione di Paul Atreides, le sorelle Valya e Tula Harkonnen si uniscono a un ordine di donne addestrate per servire le Grandi Case dell'Imperium come Veridiche. Quando la Reverenda Madre Raquella Berto-Anirul muore dopo aver avuto visioni sulla fine del mondo, "Tiran-Arafel", per mano di un tiranno corrotto, Valya usa la Voce per costringere Dorotea, nipote e successore di Raquella, a suicidarsi prima che possa distruggere il programma di riproduzione della Sorellanza. Trent'anni dopo, Valya, ora Reverenda Madre, organizza il matrimonio tra la principessa tirocinante Ynez, figlia dell'imperatore Javicco Corrino, e il piccolo Pruwet Richese, che stabilizzerà la linea di sangue imperiale per generazioni, consentendo al contempo a Javicco di mantenere il controllo del pianeta desertico Arrakis e della sua inestimabile spezia. Dopo aver incontrato il soldato Desmond Hart, sopravvissuto a un'imboscata su Arrakis, che sostiene essere stata causata dagli insorti dell'Imperium e non dai nativi Fremen, la Veridica dell'imperatore Kasha Jinjo ha una visione che vede la morte della principessa Ynez, recandosi quindi su Wallach IX per incontrare Valya e Tula e metterle in guardia; Valya tuttavia ignora i suoi avvertimenti, suggerendo in seguito di rimuoverla dall'incarico. Mentre Ynez incontra il maestro di spada Keiran Atreides in un night club e fa sesso con lui, Desmond, dopo una conversazione con Javicco che rivela il suo disagio per il matrimonio di Ynez, incontra Pruwet e usa un "grande potere" per immolarlo bruciandone il corpo, un attacco che simultaneamente finisce per bruciare e uccidere anche Kasha. Scoprendo il corpo di Kasha, Valya ricorda le visioni di Raquella, in cui disse che sarebbe stata lei a vedere "la verità che brucia".
- Guest star: Jessica Barden (Valya Harkonnen da giovane), Jihae (Kasha Jinjo).
- Altri interpreti: Camilla Beeput (Reverenda madre Dorotea), Cathy Tyson (madre superiora Raquella Berto-Anirul), Barbara Marten (sorella Avila), Brendan Cowell (duca Ferdinand Richese), Emma Canning (Tula Harkonnen da giovane), Charithra Chandran (Francesca da giovane), Yerin Ha (Kasha Jinjo da giovane), Hannah Khalique-Brown (sorella Farouz), Flora Montgomery (Veridica Vera), Charlie Hodson-Prior (Lord Pruwet Richese), Laura Howard (duchessa Orla Richese), Tessa Bonham Jones (Lady Shannon Richese), Sarah Oliver-Watts (Avila da giovane), Viola Lotti Gombó e Lorena Santana Somogyi (discepole di Dorotea), Rebecka Johnston e Payal Vashist (discepole al funerale di Dorotea), Callum Coates (Lord Hagal), Eva Alpysbay (Lady Hagal), Sarah Lam (Veridica degli Hagal), Parker Sawyers (Barone Tojan Gbangbala), Lucy Russell (Veridica di Gbangbala), Léo Lambert (consorte di Gbangbala), Ayodele Shekoni Rilwan (nobile di casa Ecaz), Sam Pembroke (nobile di casa Bagration), Iklaga Gabriel Inalegwu (nobile di casa Tantor).
- Ascolti USA: telespettatori 205 000 – rating 18-49 anni 0,13%[3]

## Due lupi
- Titolo originale: Two Wolves
- Diretto da: John Cameron
- Scritto da: Elizabeth Padden e Kor Adana

### Trama
Dopo l'autopsia inconcludente sul corpo di Kasha, Valya, venuta a sapere della morte del piccolo Pruwet nelle stesse modalità di quella di Kasha, decide di far sottoporre Lila, la pro-pronipote di Raquella, nonché protetta di Tula, al rituale dell'Agonia per sbloccare l'Altra Memoria e contattare Raquella, al fine di comprendere meglio la minaccia per la sorellanza. Dopodiché Valya parte con Theodosia per mettere al sicuro la principessa Ynez. A palazzo, durante la veglia funebre per Pruwet, Natalya irrita il duca Richese sostenendo che la sua morte sia accidentale e dovuta alla piccola macchina pensante che possedeva come giocattolo. In un colloquio privato con l'imperatore, Desmond, che sostiene di essere stato inghiottito da un verme delle sabbie, gli rivela di aver ucciso Pruwet per lui; turbato, Javicco lo arresta, ma Natalya suggerisce di sfruttare i poteri di Desmond a loro vantaggio. Valya giunge portando la notizia della morte di Kasha, cosa che devasta Ynez, mentre Javicco prova a nascondere la colpa di Desmond. Valya interroga Desmond, che ammette entrambi gli omicidi, ma Javicco non lo condanna. Lila, che ha deciso coraggiosamente di sottoporsi all'Agonia, riesce a gestire inizialmente gli effetti del veleno. Nonostante la poca esperienza, entra in contatto con Raquella che le parla di un "redivivo" con cicatrici, ma viene interrotta poiché sopraffatta dalla visione di Valya che uccide sua nonna Dorotea, la quale, per vendicarsi, uccide apparentemente Lila che rappresenta la speranza per la sorellanza. A palazzo, il principe Constantine fa sesso con Shannon Richese e rivela il coinvolgimento di Desmond nell'omicidio di Pruwet. Nel frattempo Keiran, il maestro d'armi, copia la planimetria del palazzo e si rivela un insorto anti-imperiale. Ynez racconta poi a Keiran che un tempo i ribelli avevano rapito lei e Constantine, ma che la sua famiglia decise di tenerlo nascosto per non risultare deboli agli occhi delle altre casate. Quando Richese minaccia Javicco di prendere il potere imperiale con la sua flotta, quest'ultimo fa chiamare Desmond che utilizza di nuovo il suo potere come avvertimento proprio su Richese. La spia di Valya, sorella Mikaela, a sua volta parte del gruppo dei ribelli, identifica Keiran come un ribelle; Valya dice che la Sorellanza potrebbe tradire i ribelli che ha segretamente sostenuto su Arrakis. Desmond affronta Valya, dicendole che distruggerà la Sorellanza per il bene dell'Imperium e che è dispensata della sua presenza a palazzo. Lei allora impiega la Voce per costringerlo a suicidarsi, ma lui resiste con successo. Scioccata, fugge via.
- Guest star: Jessica Barden (Valya Harkonnen da giovane), Jihae (Kasha Jinjo).
- Altri interpreti: Camilla Beeput (Reverenda madre Dorotea), Cathy Tyson (madre superiora Raquella Berto-Anirul), Barbara Marten (sorella Avila), Brendan Cowell (duca Ferdinand Richese), Sam Spruell (Horace), Karima McAdams (sorella Nazir), Tessa Bonham Jones (Lady Shannon Richese), Flora Montgomery (Veridica Vera), Laura Howard (duchessa Orla Richese).
- Ascolti USA: telespettatori 142 000 – rating 18-49 anni 0,10%[4]

## La Sorellanza prima di tutto
- Titolo originale: Sisterhood Above All
- Diretto da: Richard J. Lewis
- Scritto da: Monica Owusu-Breen e Jordan Goldberg

### Trama
Da bambina, Valya desidera vendetta contro gli Atreides. Suo fratello Griffin, che lei ha salvato dall'annegamento risvegliando la Voce, si unisce al Landsraad, progettando di affrontare Vorian Atreides per aver calunniato gli Harkonnen, ma Vorian lo uccide. Valya si unisce alla Sorellanza. Tula, nascondendo la sua identità di Harkonnen, visita la caccia al toro del fidanzato Orry Atreides. Dorotea critica Valya per aver messo in dubbio se le Sorelle possano nascondere la verità ai governanti e per essere senza lealtà all'ordine. Durante una cerimonia di giuramento sotto la pioggia, Valya si rifiuta di mettere al primo posto la Sorellanza. Giunge, quindi, Raquella, contro la quale Valya usa la Voce, impressionandola positivamente. Orry chiede a Tula di sposarlo; fanno sesso mentre gli uomini della famiglia Atreides ballano fuori attorno a un falò. La mattina seguente, Orry si sveglia e Tula gli rivela sua identità e la sua necessità di vendetta contro gli Atreides. Uscito fuori, Orry scopre, infatti, che Tula ha avvelenato tutta la sua famiglia, eccetto Albert, e subito lei lo uccide, pugnalandolo alla gola. Raquella decide di mostrare a Valya il database del DNA che usa una tecnologia proibita. Quando Raquella decide di rendere reverende madri sia Dorotea che Valya, quest'ultima rifiuta l'Agonia, venendo definita codarda dalle sorelle seguaci di Dorotea. Raquella rimanda Valya a Lankiveil per concludere le questioni familiari in sospeso a causa delle quali crede che si sia rifiutata di sottoporsi all'Agonia, consegnandole il veleno blu per poter completare l'iniziazione come Reverenda Madre e le dice di non tornare in caso di fallimento. A casa, Valya litiga con la madre riguardo l'operato di Tula e in preda alla rabbia ordina alla madre con la Voce di prendere un coltello, che poi lei lascia cadere e viene chiamata strega. Valya si sottopone all'Agonia e sopravvive; Tula decide di unirsi alla Sorellanza. Nel presente, Valya e Theodosia, bandite dall'imperatore, fanno visita al nipote Harrow Harkonnen, ora un aspirante politico, che vive insieme allo zio Evgeny. Le altre Sorelle dicono intanto addio a Lila; ma Tula fa solo finta di sopprimerla e segretamente la mantiene in vita artificialmente grazie a una macchina pensante tenuta segreta nei sotterranei dove è conservato il database del DNA.
- Altri interpreti: David Bark-Jones (Vergyl Harkonnen), Archie Barnes (Albert), Benedick Blythe (zio Shander), Ludovic Hughes (cugino Ronan Atreides), Sarah Oliver-Watts (Avila da giovane), Lucy Russell (Veridica di Gbangbala), Sarah Lam (Veridica degli Hagal), Nicola Alexis (Veridica degli Yaoufirks), Lorena Santana Somogyi e Viola Lotti Gombó (discepole di Dorotea), Zsófia Miklós, Carna Krsul, Andrea Staline de Carvalho Rodrigues e Karabo Moelesti (accolite della Sorellanza), Wayne Brett (macellaio).
- Ascolti USA: telespettatori 137 000 – rating 18-49 anni 0,10%[5]

## Nato due volte
- Titolo originale: Twice Born
- Diretto da: Richard J. Lewis
- Scritto da: Kevin Lau e Suzanne Wrubel

### Trama
Sorella Jen scopre gli incubi delle altre Sorelle e impedisce il suicidio di Emmeline. Valya assume il ruolo di Veridica della sua famiglia, affinché Harrow possa ottenere il rispetto per sè e per la famiglia al Landsraad. Ynez ascolta la confessione di omicidio di Desmond. Desmond raccomanda senza successo a Javicco di rimuovere le Veridiche dal Landsraad. Keiran e Horace ottengono una bomba termica volante ixiana per uccidere Javicco, dicendolo a Mikaela. Venutolo a sapere, Valya rivela a Theodosia che intende salvare Javicco e consegnare Keiran,  per rientrare nelle grazie dell'imperatore. Le Sorelle rivelano l'omicidio di Pruwet alle casate, che invitano Harrow a sostituire i Richese nell'Alto Consiglio e a indagare. Tula fa disegnare alle accolite immagini dai loro sogni grazie alla spezia: esse disegnano Shai-Hulud e due occhi azzurri che le osservano in modo sinistro. Natalya rivela di aver fatto trapelare la verità sull'omicidio di Pruwet, in modo che Javicco potesse perseguire i fornitori di macchine pensanti. Alla Divisione, Ynez nota che Vorian ha rifiutato il trono, escludendo Keiran dal potere. Gli dice che Desmond è colpevole e si offre di agire. Harrow dice al Landsraad che i "kanly" sono stati violati, quasi nominando i Corrino; ma Ynez accusa Desmond, che porta Horace in catene nella sala. Desmond ammette l'accusa, ma la definisce un'esecuzione, brandendo la bomba termica. Javicco gli permette di incenerire col suo potere Horace e altri presunti cospiratori. Valya ottiene un campione di sangue di Desmond per Tula da analizzare. Tula sogna Emeline che le dice che è a conoscenza dei suoi crimini, cosa che porta Tula a pugnalarla; dopo essersi svegliata scopre che Lila si è risvegliata. Evgeny si lamenta con Valya di aver influenzato negativamente i suoi fratelli; criticando la sua debolezza, gli nega il respiratore, uccidendolo. Theodosia assume le sembianze di Griffin, incanalandolo col suo potere, mentre Valya le chiede se si è spinta troppo oltre.
- Altri interpreti: Barbara Marten (sorella Avila), Sam Spruell (Horace), Earl Cave (Griffin Harkonnen), Sarah Lam (Veridica degli Hagal), Lucy Russell (Veridica dei Gbangbala), Nicola Alexis (Veridica degli Yaoufirks), Callum Coates (Lord Hagal), Parker Sawyers (Barone Tojan Gbangbala), Attila Árpa (Barone Yaoufirks), John Nolan (speaker della Camera), Steve Oram (Duri), Harry Szovik (cliente con i baffoni), Enkhbold Rentsenkhorloo (nobile di casa Yasu), Ayodele Shekoni Rilwan (nobile di casa Ecaz), Iklaga Gabriel Inalegwu (nobile di casa Tantor), Sam Pembroke (nobile di casa Bagration), Janka József (nobile di casa Vernius).
- Ascolti USA: telespettatori 132 000 – rating 18-49 anni 0,02%[6]

## Nel sangue, la verità
- Titolo originale: In Blood, Truth
- Diretto da: Anna Foerster
- Scritto da: Carlito Rodriguez e Leah Benavides Rodriguez

### Trama
L'imperatore Javicco nomina Desmond come Bashar del nuovo reggimento che difenderà la casa imperiale dopo la fallita insurrezione. Sorella Francesca, chiamata da Valya, incontra Javicco e loro figlio Constantine al fine di riportare l’imperatore nell’orbita della sorellanza. Harrow, a capo di Casa Harkonnen, incontra Desmond e si scusa per le accuse all'imperatore fatte durante l'Alto Consiglio. Rivela che è stata Valya a farglielo fare. Desmond gli chiede, quindi, prove sul coinvolgimento della Sorellanza nel contrabbando delle spezie. Tula porta Jen, l’unica Sorella non tormentata dagli incubi, da Lila, il cui corpo viene posseduto da Madre Raquella, che aiuta le due nelle analisi sulle cause della morte di Kasha. Grazie all’Imprinting, Francesca convince Javicco a dare maggiori responsabilità a Constantine e poi si baciano. Lila scopre che la causa della morte di Kasha è riconducibile ad un virus, sviluppato dalle macchine intelligenti, che si annida nell’amigdala, il centro della paura, determinando incubi in chi ne è infetto. Durante un’ispezione di Desmond alla Divisione, Mikaela e Keiran uccidono le guardie e fanno esplodere l’edificio nel tentativo, non riuscito, di uccidere Desmond. Keiran scopre che Mikaela fa parte della Sorellanza e questo mina la sua fiducia in lei. Mikaela viene spedita su Arrakis da Valya. Dopo un incontro con la madre Francesca, che gli ricorda che il suo compito è proteggere la sorella Ynez, Constantine scopre che il maestro d’armi è coinvolto nell’insurrezione e lo fa arrestare. Per questo, Javicco lo nomina comandante della flotta che andrà su Arrakis. Tula scopre che Desmond ha sangue Atreides e Harkonnen. Desmond dice a Natalya che sua madre era una Sorella, che lo ha abbandonato. Natalya, dopo aver espresso il suo disprezzo per la Sorellanza che l’ha privata del potere e della figlia, lo bacia. 
- Altri interpreti: Barbara Marten (sorella Avila), Tanya Moodie (voce di Anirul), Enkhbold Rentsenkhorloo (nobile di casa Yasu), Ayodele Shekoni Rilwan (nobile di casa Ecaz), Iklaga Gabriel Inalegwu (nobile di casa Tantor), Janka József (nobile di casa Vernius), Sam Pembroke (nobile di casa Bagration), Léo Lambert (consorte di Gbangbala), Mina Latham (seguace di sorella Emeline), Tom Swale (soldato).
- Ascolti USA: telespettatori 150 000 – rating 18-49 anni 0,01%[7]

## Il nemico tirannico
- Titolo originale: The High-Handed Enemy
- Diretto da: Anna Foerster
- Scritto da: Elizabeth Padden e Suzanne Wrubel

### Trama
In un flashback, la giovane Tula vede Valya usare la Voce per far suicidare Dorotea, poi rivela la sua gravidanza. Valya mostra a Tula Anirul, la macchina intelligente che funziona come database genetico, e progetta di far accoppiare Javicco con Natalya, poiché hanno caratteristiche caratteriali tali da generare un imperatore migliore, cioè Ynez. La Sorella Nazir dice a Tula che la paura alimenta il virus, ma muore sperimentandolo su di sè. Natalya arresta Ynez per aver tentato di salvare Keiran. Valya dà a Francesca un gom jabbar al metacianuro per uccidere Javicco. Javicco tenta senza successo di mandare via Natalya che, alleatasi con Desmond, intende governare nell’ombra. Javicco implora l'aiuto di Valya contro Desmond. Lei rivela che la Sorellanza ha manipolato tutta la sua vita; la fa arrestare. Lila, posseduta da Dorotea, rivela che Valya ha fatto suicidare i seguaci di Dorotea. Francesca mostra l'ago a Javicco arrabbiato, incolpando Valya. Valya usa la Voce per liberare Ynez e Keiran e insieme fuggono; Theodosia si finge Ynez, poi una guardia e pugnala Desmond, senza riuscire ad ucciderlo. Javicco minaccia Francesca, ma, disperato, si pugnala. Natalya trafigge Francesca con l'ago. Lila mostra agli accoliti gli scheletri dei seguaci di Dorotea, poi distrugge Anirul. La giovane Tula aveva scambiato Desmond con un bambino nato morto per non lasciare pure quella vita nelle mani di Valya. Il dispositivo di registrazione di Harrow vede Valya con Francesca, mentre parla del piano di assassinio dell’imperatore. Desmond causa il virus a Valya; Tula, trovandola svenuta, la aiuta ad abbandonare la paura e così sopravvive. Valya ha la visione di una persona oscura che guida una macchina dagli "occhi" azzurri ad impiantare forzatamente la tecnologia della macchina pensante nell'occhio destro di Desmond. Lei considera di uccidere Desmond, ma Tula rivela la sua parentela e quindi Valya lascia a quest’ultima la decisione sulla sua vita. Tula abbraccia Desmond; le sue guardie la arrestano. Infine, Valya, Keiran e Ynez atterrano su Arrakis.
- Guest star: Jessica Barden (Valya Harkonnen da giovane).
- Altri interpreti: Camilla Beeput (Reverenda madre Dorotea), Barbara Marten (sorella Avila), Earl Cave (Griffin Harkonnen), Emma Canning (Tula Harkonnen da giovane), Charithra Chandran (Francesca da giovane), Yerin Ha (Kasha Jinjo da giovane), Karima McAdams (sorella Nazir), Sarah Oliver-Watts (Avila da giovane), Tanya Moodie (voce di Anirul), Luca Papp (iniziata), Regina Túróczi e Paula Calvo Suárez (discepole di Dorotea), Tom Swale (soldato), Barnabás Réti, Kevin Ezekiel Ogunleye, Will Bowden e Liam Reilly (guardie imperiali).
- Ascolti USA: telespettatori 162 000 – rating 18-49 anni 0,03%[8]